# IC 5211
IC 5211 ist eine Galaxie vom Hubble-Typ S im Sternbild Wassermann am Südsternhimmel. Sie ist schätzungsweise 338 Millionen Lichtjahre von der Milchstraße entfernt.
Das Objekt wurde am 8. August 1896 von Lewis Swift entdeckt.